# Jacob Ondrejka
Jacob Ondrejka (Landskrona, 2 de septiembre de 2002) es un futbolista sueco que juega en la demarcación de delantero para el Parma Calcio 1913 de la Serie A.

## Selección nacional
Tras jugar en las categorías inferiores de la selección, finalmente hizo su debut con la selección de fútbol de Suecia en un partido amistoso contra Islandia que finalizó con un resultado de 2-1 a favor del combinado sueco tras el gol de Sveinn Aron Guðjohnsen para Islandia, y de Elias Andersson y el propio Jacob Ondrejka para Suecia.

### Goles internacionales
| # | Fecha               | Estadio                         | Oponente | Gol | Resultado | Competición |
| - | ------------------- | ------------------------------- | -------- | --- | --------- | ----------- |
| 1 | 12 de enero de 2023 | Estadio Algarve, Faro, Portugal | Islandia | 2–1 | 2-1       | Amistoso    |

## Estadísticas

### Clubes
Actualizado al último partido disputado el 25 de mayo de 2025.
| Club                          | Div.          | Temporada     | Liga  | Liga  | Copas nacionales | Copas nacionales | Copas internacionales | Copas internacionales | Total | Total |
| Club                          | Div.          | Temporada     | Part. | Goles | Part.            | Goles            | Part.                 | Goles                 | Part. | Goles |
| ----------------------------- | ------------- | ------------- | ----- | ----- | ---------------- | ---------------- | --------------------- | --------------------- | ----- | ----- |
| Landskrona BoIS · Suecia      | 3.ª           | 2019          | 24    | 1     | 0                | 0                | —                     | —                     | 24    | 1     |
| Landskrona BoIS · Suecia      | Total club    | Total club    | 24    | 1     | 0                | 0                | 0                     | 0                     | 24    | 1     |
| IF Elfsborg · Suecia          | 1.ª           | 2020          | 21    | 1     | 3                | 0                | —                     | —                     | 24    | 1     |
| IF Elfsborg · Suecia          | 1.ª           | 2021          | 28    | 3     | 4                | 1                | —                     | —                     | 32    | 4     |
| IF Elfsborg · Suecia          | 1.ª           | 2022          | 30    | 4     | 6                | 5                | 3                     | 0                     | 39    | 9     |
| IF Elfsborg · Suecia          | 1.ª           | 2023          | 12    | 7     | 1                | 0                | 2                     | 0                     | 15    | 7     |
| IF Elfsborg · Suecia          | Total club    | Total club    | 91    | 15    | 14               | 6                | 5                     | 0                     | 110   | 21    |
| Royal Antwerp F. C. · Bélgica | 1.ª           | 2023-24       | 23    | 5     | 4                | 0                | 2                     | 0                     | 29    | 5     |
| Royal Antwerp F. C. · Bélgica | 1.ª           | 2024-25       | 22    | 7     | 4                | 0                | ―                     | ―                     | 26    | 7     |
| Royal Antwerp F. C. · Bélgica | Total club    | Total club    | 45    | 12    | 8                | 0                | 2                     | 0                     | 55    | 12    |
| Parma Calcio 1913 · Italia    | 1.ª           | 2024-25       | 12    | 5     | ―                | ―                | ―                     | ―                     | 12    | 5     |
| Parma Calcio 1913 · Italia    | Total club    | Total club    | 12    | 5     | 0                | 0                | 0                     | 0                     | 12    | 5     |
| Total carrera                 | Total carrera | Total carrera | 172   | 33    | 22               | 6                | 7                     | 0                     | 201   | 39    |

## Palmarés

### Títulos nacionales
| Título               | Club                | País    | Año  |
| -------------------- | ------------------- | ------- | ---- |
| Supercopa de Bélgica | Royal Antwerp F. C. | Bélgica | 2023 |